# Parana Airport (flygplats i Brasilien)
Parana Airport är en flygplats i Brasilien.   Den ligger i kommunen Curitiba och delstaten Paraná, i den södra delen av landet, 1 100 km söder om huvudstaden Brasília. Parana Airport ligger 931 meter över havet.
Terrängen runt Parana Airport är platt. Runt Parana Airport är det mycket tätbefolkat, med 1 463 invånare per kvadratkilometer.. Närmaste större samhälle är Curitiba, 4,9 km sydväst om Parana Airport.
Runt Parana Airport är det i huvudsak tätbebyggt.